# Kuffs
Kuffs, poli por casualidad es una película estadounidense de comedia y acción, estrenada en 1992 y protagonizada por Christian Slater y Milla Jovovich.

## Argumento
George Kuffs es un veinteañero de San Francisco que vive la vida despreocupado hasta que su novia, Maya, le dice que está embarazada. George decide entonces llevar a cabo el plan en el que lleva tiempo pensando: Viajar a Brasil para extraer oro y hacerse rico en pocos años.
Su hermano mayor, Brad, y única familia, es totalmente opuesto a él: serio y responsable. Es propietario de una de las empresas que gestionan las patrullas especiales de la policía de San Francisco y además trabaja en ella, como un patrullero más. En los últimos días, unos atracadores están actuando con mucha frecuencia en el distrito, dirigidos por un tal Kane, con el que Brad ha tenido varios encontronazos.
George visita por sorpresa a Brad por su cumpleaños y lo invita a cenar. Le cuenta sus planes para ir a Brasil y le pide dinero para poder irse. Brad le recrimina su actitud mientras caminan por la ciudad, pero finalmente lo acepta y accede a darle algo de dinero. Al llegar a una iglesia, Brad le dice a su hermano que siempre entra en ella antes de empezar el turno y le invita a entrar con él, pero este declina la invitación, alegando que tiene que hacer una llamada, señalando una cabina cercana. Brad entra solo y se encuentra la iglesia vacía. Al poco aparece Kane y le dispara. George oye el disparo y entra corriendo en la iglesia, descubriendo a Kane apuntando a su hermano en el suelo. Al ver a George, sonríe, deja caer el arma y se va corriendo.
Ya en el hospital, Brad se debate entre la vida y la muerte cuando aparece el capitán Morino para decirle que han arrestado a Kane y que necesitan que vaya a la comisaría a identificarlo. George va y lo identifica, pero Kane asegura que se encontró el cadáver y el arma y que por eso huyó de la escena del crimen, porque pensaba que George era el asesino. Kane es puesto en libertad y Morino le comunica que Brad acaba de morir.
Tras el funeral, Morino le indica que la empresa de su hermano pasa a ser suya y que lo mejor que puede hacer es vendérsela a alguien que sepa gestionar el distrito. Un empresario llamado Sam Jones le hace enseguida una buena oferta, pero a George enseguida le parece sospechoso y decide quedarse con el negocio para trabajar como su hermano e investigar su muerte. Para ello debe apuntarse a la academia de policía y, por las noches, patrullar con un policía.
George se enfrasca entonces en su entrenamiento y en seguir tanto a Kane como a Jones, a pesar de la oposición de Bukowsky, el policía al que le asignan y al que no duda en dormirlo con somníferos en el café para poder investigar libremente. Esto hace que echen del cuerpo a Bukowsky, pero George descubre que Kane trabaja para Jones con la finalidad de desestabilizar el distrito y que los comerciantes lo echen a él, y antes a su hermano, para poder hacerse con la gestión de la patrulla especial del distrito.
Habiendo pasado semanas sin saber el uno del otro, George y Maya se vuelven a encontrar, pero George tiene que atender un intento de suicidio y apenas pueden hablar. A Maya lo acompaña su nuevo novio y eso hace que George no tarde en llamarla para explicarle todo lo que había pasado e intentar reconciliarse, lo cual  finalmente logra.
Unos días más tarde, George espera en su piso a Maya para cenar, pero cuando llaman al timbre, resulta ser Kane, provisto de una ametralladora para matarlo. Forcejean y Kane muere. George decide inspeccionar un almacén de Jones y le pide a Bukowsky que lo acompañe, a lo que este se niega. George va al almacén y allí descubre que Jones esconde unas pinturas robadas, pero entonces Jones y sus matones aparecen y lo atan allí junto a una bomba de relojería. En el último momento, Bukowsky aparece y lo salva y ambos persiguen a Jones y sus hombres hasta que logran atraparlos y matarlos.
La película termina con George y Maya a punto de bañar a su bebé, como una familia feliz.

## Reparto principal
- Christian Slater: George Kuffs
- Milla Jovovich: Maya Carlton
- Bruce Boxleitner: Brad Kuffs
- Troy Evans: Capitán Morino
- George de la Peña: Sam Jones
- Leon Rippy: Kane
- Tony Goldwyn: Ted Bukovsky
- Mary Ellen Trainor: Nikki Allyn

## Curiosidades
- La película escenifica la existencia de las patrullas especiales[1] de la policía de San Francisco, que surgieron en 1847 como empresas privadas de seguridad que ejercían como autoridad en lugares donde el gobierno no tenía recursos. Hasta 2024, han actuando por distritos, como seguridad extra que pagaban muchos comerciantes y asumiendo competencias de las propia policía.
- La música es de Harold Faltermeyer y guarda mucho parecido con su anterior trabajo en Beverly Hills Cop. El personaje de Slater también es muy parecido al de Eddie Murphy, por lo que la película recibió muchas críticas en ese sentido.[2]
- Christian Slater decidió hacer el papel por el mero hecho de dejar de interpretar adolescentes.[3]